# Стеліос Венетідіс
Стіліанос (Стеліос) Венетідіс (грец. Στυλιανός (Στέλιος) Βενετίδης, нар. 19 листопада 1976, Лариса) — колишній грецький футболіст, що грав на позиції захисника.
Виступав за грецькі клуби «Шкода Ксанті», ПАОК, «Олімпіакос» та «Лариса», а також національну збірну Греції. У складі збірної — чемпіон Європи.

## Клубна кар'єра
У дорослому футболі дебютував 1994 року виступами за аматорську команду клубу «Орестіс Орестіада» з Гамма Етнікі, в якій провів півтора сезони, взявши участь у 25 матчах чемпіонату.
Протягом 1995—1999 років захищав кольори команди клубу «Шкода Ксанті», провівши за цей час 118 матчів і забивши 2 голи.
Своєю грою за останню команду привернув увагу представників тренерського штабу клубу ПАОК, до складу якого приєднався 1999 року. Відіграв за клуб із Салонік наступні два сезони своєї ігрової кар'єри. Більшість часу, проведеного у складі ПАОКа, був основним гравцем захисту команди, зігравши в цілому в 55 зустрічах і забивши 1 м'яч. У сезоні 2000/01 виграв, разом з клубом, свій перший трофей — Кубок Греції.
Влітку 2001 року уклав контракт з клубом «Олімпіакос», у складі якого провів наступні п'ять років своєї кар'єри гравця. Саме в пірейському клубі гравець домігся найбільших успіхів у кар'єрі, чотири рази ставши чемпіоном Греції, один раз віце-чемпіоном, двічі володарем Кубка країни і двічі його фіналістом.
Втративши місце в основі «Олімпіакоса», влітку 2006 року Венетідіс перейшов до «Лариси», за яку відіграв 6 сезонів і теж виграв трофей — Кубок Греції сезону 2006/07. Завершив професійну кар'єру футболіста виступами за команду «Лариса» у 2012 році.

## Виступи за збірну
1999 року дебютував в офіційних матчах у складі національної збірної Греції. 
У складі збірної був учасником чемпіонату Європи 2004 року у Португалії, здобувши того року титул континентального чемпіона.
Протягом кар'єри у національній команді, яка тривала 6 років, провів у формі головної команди країни 42 матчі.

## Титули і досягнення
- Чемпіон Греції (4):

«Олімпіакос»: 2001–02, 2002–03, 2004–05, 2005–06
- Володар Кубка Греції (4):

ПАОК: 2000–01
«Олімпіакос»: 2004–05, 2005–06
«Лариса»: 2006–07
- Чемпіон Європи (1):

Греція: 2004